# Шерира бар-Ханина
Шерира бар-Ханина, или Шерира-гаон (ивр. שרירא גאון‎; ок. 906—1006 годы) — руководитель (гаон) талмудической академии города Пумбедиты. Он и его сын, раввин Гаи-гаон (ум. 1038), завершили период гаонов, а вместе с ним и многовековую деятельность вавилонских академий. Многочисленные респонсы Шериры вошли в древнейшие сборники. Являлся приверженцем каббалы. Владел еврейским и арамейским языками, отчасти арабским.
В целом, в письмах к удалённым от Вавилона еврейским общинам рав Шрира Гаон просил продолжать присылать свои вопросы и деньги на иешивы. Он всерьёз опасался ослабления влияния центра еврейской учёности в Вавилоне из-за усиления общин Европы, Северной Африки и Византии.

## Биография
Родился около 906 года, сын Ханины («бар-Ханина»). Как со стороны отца, так и со стороны матери, был потомком родовитых семей, многие члены которых занимали пост гаона. Очень гордился своей родословной. Фамильным гербом был лев, служивший гербом царей Иудеи.
В 968 году Шерира, занимавшей до того пост главного судьи, был избран гаоном знаменитой школы в Пумбедите, а его место занял его сын Гаи-гаон. Будучи главой академии, Шерира старался привлечь как можно больше учеников. Шерира славился благородным характером. При разрешении ритуальных вопросов он был склонен к ригоризму, следуя букве Талмуда. Последний он умело защищал от нападок караимов. На этом посту Шерира оставался в течение 30 лет, и только преклонный возраст заставил его уступить место своему сыну Гаи (998 год).
Вследствие доноса халиф Аль-Кадир схватил престарелого Шериру и его сына-гаона и заключил их в тюрьму. Вскоре после этого потрясения Шерира скончался почти 100-летним старцем (около 1006 года).

## Литературная деятельность
Респонсы Шериры мало чем отличаются от респонсов других гаонов, трактуя преимущественно вопросы религиозной практики, и только некоторые из них комментируют отдельные места из Талмуда и Мишны. Литературная деятельность Шереры была направлена главным образом на изучение Талмуда. С арабским языком он был знаком не особенно глубоко. Писал он преимущественно по-еврейски и арамейски.
В его респонсах рассеяны законы и разъяснения, крайне важные для понимания Талмуда; таковым является, например, толкование слова «мицва» (= ивр. заповедь‎).

### Megillat Setarim
Из литературных трудов авторы ЕЭБЕ отмечали Megillat Setarim, где он пытался доказать значение агады; но важнейшие части этого сочинения утеряны.

### Письмо в Кайруан
Известностью пользовалось его послание к общине Кайруана (Тунис), служащее историческим документом в истоpии развития поталмудической литературы и эпохи гаонов. Послание было ответом на запрос рабби Якова б.-Ниссима из Кайруана, от имени общины, о происхождении Мишны, её редактировании, как и об исторической последовательности талмудических и последующих авторитетов. Послание Шериры проливает много света на эту тёмную страницу еврейской истории и отличается строгой беспристрастностью, за исключением периода истории, связанного с ветвью Бостанаи и некоторых его современников. Это послание:
- вошло в историческую хронику Ахимааца;
- было издано отдельно со списков Б. Гольдбергом в Chofesch Matmonim (Берлин, 1845) под названием Iggeret Rab Scherirah Gaon (Майнц, 1873);
- издано J. Wallerstein’ом под названием Scherirae Epistolae, с латинским переводом и примечаниями (Бреславль, 1861);
- лучшее издание принадлежит Адольфу Нейбауеру в издании средневековых еврейских хроник (Medieval Jewish Chronicles; Оксфорд, 1887)[2].

### Письмо Якову бен-Ниссиму
Другое послание Шериры — к вышеупомянутому рабби Якову бен-Ниссиму и вошедшее в Aruch, s. v. Abaja, трактует о титулах талмудистов, как «раббан», «рабби», «раб» и «мар», и о причинах, почему иные законоучители упоминаются с титулом, а другие нет. По мнению Шериры, вавилонские учёные получали титул «раб» лишь после того, как их ординировали в вавилонских академиях . Он писал:
В древности выдающиеся лица назывались по имени, без титула: пророки Хаггай, Зехария и Малахи, затем Эзра часто упоминаются в Талмуде, не сопровождаемые ни одним из этих титулов. Это составляло высшую степень почтения. Во время рабби Гамлиила I появился титул «раббан», который, однако, большею частью применялся к патриархам. Следующая степень почтения — титул «рабби» или «раб». Этот постепенный порядок различных титулов отмечен уже в Тосефте (Эдуиот, III, 4). Мало-помалу титул «рабби» в народной речи стал употребляться не только в отношении учёных, но также ко всякому имени в смысле «милостивый государь».

## Приверженец каббалы
Шерира, по общепринятому мнению, является одним из приверженцев каббалы. Он был убеждён, что такие мистические произведения, как «Шиур-Кома» и «Хейхалот», являются действительно древними произведениями времён рабби Исмаила и р. Акивы.
В респонсе № 122 «Шаарей тшува», где идёт речь об одном месте из «Шиур-Кома», трактующем о членах тела Бога, подобных человеческому, Шерира выражается, что в нём многое таинственно, и буквально не должно быть понято.